# Cocoa Tea
Cocoa Tea, eg. Calvin George Scott, född 3 september 1959 i Kingston, Jamaica, död 11 mars 2025 i Fort Lauderdale, Florida, USA, var en jamaicansk reggaesångare, låtskrivare och dancehall-DJ. Namnet Cocoa Tea kommer från hans kärlek till drycken med samma namn (kakaote). 
Han började som körsångare i kyrkan, och spelade 1974 in låten "Searching in the Next Hills". Under de följande fem åren jobbade han som hästjockey och fiskare. 1983 spelade han in sina första hitlåtar; "Rocking Dolly" och "I Lost My Sonia" med producenten Henry "Junjo" Lawes. Då släppte han också sitt första album Wha Them a Go Do, Can't Stop Cocoa Tea på Henry Lawes skivbolag, Volcano. Under 90-talet släppte han låten "Oil Ting" som blev förbjuden på Jamaica på grund av "its biting social commentary during the Gulf War" (ungef. "dess skarpa sociala kommentarer under Gulfkriget").

## Diskografi (i urval)
Studioalbum
- 1985 – Wha Them a Go Do, Can't Stop Cocoa Tea
- 1991 – Riker's Island
- 1992 – Kingston Hot
- 1992 – Can't Stop Cocoa Tea
- 1996 – Israel's King
- 1997 – RAS Portraits
- 1997 – Holy Mount Zion
- 2001 – Feel the Power
- 2004 – Tek Weh Yuh Gal
- 2006 – Save Us Oh Jah